# Kyriakos Velopoulos

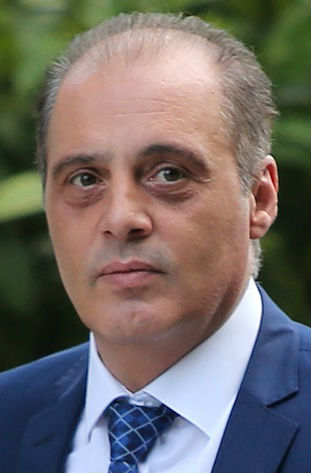
Kyriakos Velopoulos (2019)

Kyriakos Iosif Velopoulos (griechisch Κυριάκος Ιωσήφ Βελόπουλος, geboren am 24. Oktober 1965 in Essen) ist ein griechischer Politiker, Abgeordneter des griechischen Parlaments und Vorsitzender der Partei Elliniki Lysi sowie Fernsehpersönlichkeit und Autor.

## Frühes Leben und Ausbildung
Velopoulos wurde in Westdeutschland geboren, wuchs jedoch in Thessaloniki auf. Nach seinem Abschluss an der dortigen Dendropotamos High School erhielt er ein Stipendium und studierte Journalistik.
Während seines obligatorischen Militärdiensts in der griechischen Armee diente er als Offizier auf den Inseln in der nordöstlichen Ägäis und auf dem griechischen Festland. Er ist Mitglied der Akademie der griechischen Sprache in Deutschland und Mitglied der Union der Schriftsteller Nordgriechenlands.

## Politischer Werdegang
Velopoulos war bis 1988 Mitglied der Jugendorganisation ONNED, der liberal-konservativen Partei Nea Dimokratia (ND). Er verortet sich ideologisch als Angehöriger der „patriotischen ND“. Velopoulos war Mitglied der Laikos Orthodoxos Synagermos (LAOS), der rechtspopulistischen und euroskeptischen Partei von Georgios Karatzaferis, für die er bei den griechischen Parlamentswahlen 2004 kandidierte und 5700 Stimmen auf sich vereinen konnte. Da die LAOS nur 2,90 % der Stimmen erhielt, konnte Velopoulos jedoch nicht ins Parlament einziehen. Bei den Regionalwahlen 2006 kandidierte er als Gouverneur der Präfektur Pella, wo er mit 7,11 % und zwei Sitzen Dritter wurde. Bei den Parlamentswahlen 2007 und 2009 trat er in der Präfektur B von Thessaloniki an und wurde ins Parlament gewählt. Im Jahr 2012 verließen Kyriakos Velopoulos und weitere Abgeordnete LAOS, um sich der Nea Demokratia (ND) anzuschließen.
Seit 2016 ist er Vorsitzender der politischen Partei Elliniki Lysi (Ελληνική Λύση), die bei den Wahlen im Juli 2019 zehn nationale Parlamentssitze gewinnen konnte. Bei der Europawahl 2019 errang seine Partei darüber hinaus einen Sitz im Europäischen Parlament.

## Journalismus
Als Journalist arbeitete Velopoulos bei einer Reihe von Radio- und Fernsehsendern wie TV Thessaloniki, Ερμης, Best, Top, Opion und TeleAsty, wo er seine beiden wichtigsten Shows Η Ηουλη und Ελληνοραμα präsentierte, in denen er für seine Bücher warb. Heute ist er Moderator und Inhaber des Senders Alert TV.

## Arbeit als Autor
Velopoulos ist der Autor von Greece Bleeds, in dem es um die Korruption der griechischen Gesellschaft, der Armee, des Rechtssystems und der Politik geht, sowie Alexander, der Größte der Griechen, einer ausführlichen Biografie von Alexander dem Großen, in dem er für eine griechische Herkunft Alexanders argumentiert.

## Kontroversen
2012 wurde bekannt, dass er eine Summe in Höhe von 400.000 Euro ins Ausland transferiert hatte.
Im Jahr 2014 begann Velopoulos, über seine Telemarketing-Show sogenannte „authentische Briefe von Jesus Christus“ zu vermarkten. Dies löste breite Kritik in der griechischen akademischen Gemeinschaft und den Mainstream-Medien aus, die die Historizität dieser Artefakte bestritten und Velopoulos beschuldigten, die Verbraucher irrezuführen. Velopoulos bestritt zunächst, sich an dem Verkauf der Briefe beteiligt zu haben, räumte dies später jedoch ein und erklärte, er werde diese weiterhin verkaufen. Er behauptete, seinen Kritikern fehle das Wissen, um die Echtheit der Briefe zu bestreiten.